# Игнатово (деревня, Москва)
Игна́тово — деревня в Троицком административном округе Москвы  (до 1 июля 2012 года была в составе Наро-Фоминского района Московской области). Входит в состав поселения Новофёдоровское.

## История
Самые ранние из найденных на территории деревни монет, относятся к XVII веку, ко времени правления царя Алексея Михайловича.
Самые ранние письменные источники, в которых упоминается деревня, относятся к XVIII веку. Из них нам известно, что на 1768 год деревня принадлежала вдове, порутчице Аграфене Ивановне Волынской и её сыну — лейб-гвардии Конного полка вахмистру Михаилу Васильевичу Волынскому. В деревне на тот момент проживало 74 человека (вероятно, считали только лиц мужского пола).
С тех пор владельцы деревни неоднократно менялись.
На 1852 году деревня принадлежала надворному советнику Николаю Ивановичу Павлову. В то время в деревне было 22 двора, население её составляло 235 человек.
В XIX веке деревня Долгино входила в состав Рудневской волости Верейского уезда. В 1899 году население деревни составляет 263 человека. На рубеже XIX—XX веков деревня принадлежала землемеру Николаю Андреевичу Гостунскому.
Последний помещик, владевший деревней Игнатово — М. П. Журавлёв. Дом Журавлёва был расположен на возвышенности, которую называют Барской горой. Он находится недалеко от места впадения реки Тишинки в Пахру. Дом Журавлёва был сожжён жителями деревни в первые годы Советской власти, сам Журавлёв эмигрировал в Германию. Сейчас на месте дома можно найти лишь остатки фундамента. Рассказывают о том, что последний барин построил недалеко от своего дома теплицы и оранжереи, в которых выращивались теплолюбивые южные растения — персики и апельсины. От оранжерей до нас также ничего не дошло.

## Население
| 1852 | 1859 | 1899 | 1926 | 2002 | 2006 | 2010 |
| ---- | ---- | ---- | ---- | ---- | ---- | ---- |
| 235  | ↗261 | ↗263 | ↗325 | ↘2   | ↘1   | ↗3   |

Согласно Всероссийской переписи, в 2002 году в деревне проживало двое мужчин. По данным на 2005 год, в деревне проживал один человек.